# 名古屋中エフエムラヂオ放送

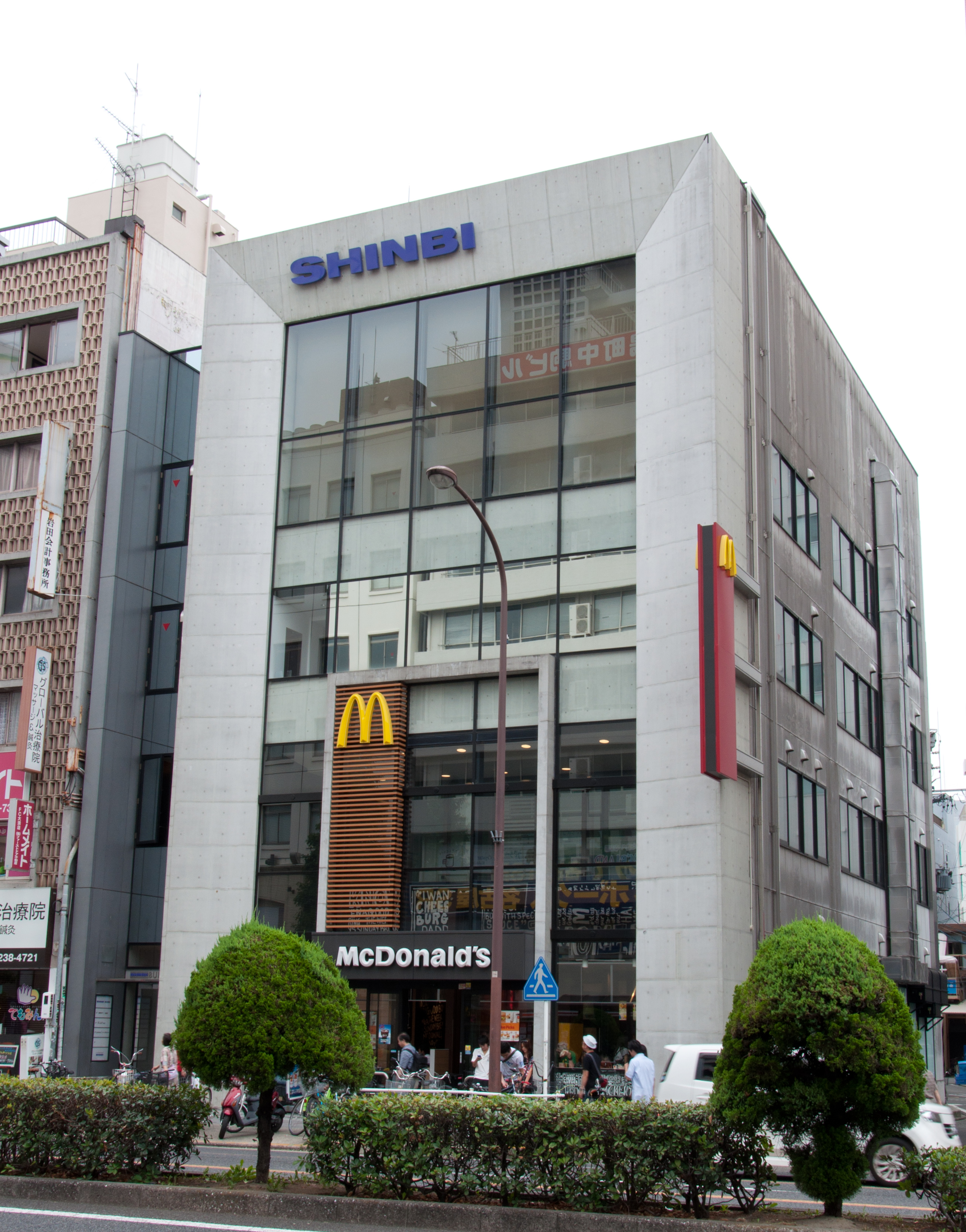
本社・演奏所は出資者でもあったゲインと同じビル（旧ゲインビル）に所在した。

名古屋中エフエムラヂオ放送株式会社（なごやなかエフエムラヂオほうそう）は、愛知県名古屋市中区およびその周辺地域を放送区域とする超短波放送（FM放送）をしていた一般放送事業者（現 民間特定地上基幹放送事業者）である。
開局から2006年までFM DANVO（エフエムダンボ）、2006年から閉局までTransamerica（トランスアメリカ）の愛称でコミュニティ放送をしていた。

## 概要
- コールサイン - JOZZ6AJ-FM
- 周波数 - 76.5 MHz
- 送信出力 - 20 W
- 開局日 - 1998年5月29日
- 放送エリア - 愛知県名古屋市中区及びその周辺地域
- 可聴エリア - 愛知県名古屋市を中心にした周りの市町村の一部
  - かつては移動体向け衛星放送サービスモバHO!で、同一内容を放送していた。

## 内容

### FM DANVO時代
- 18歳 - 28歳の女性をターゲットとした番組構成
特に女子高校生の出演する番組が多く放送されていた。
- 放送時間 - 7:00 - 翌3:00（2005年6月現在、以下日本時間）
2001年頃には予算の都合上9:00 - 20:00のときもあった。
- 名古屋市交通局の市バスにDANVOのラッピングバスがあった。

株主には地元名古屋の新聞社・各FMラジオ局・百貨店・銀行・など極めて一流企業が出資を行っていた。同時に人材はもちろん、機材も、放送用の物が使用され広域局に迫る内容であった。放送機材は放送局用MDやCDの機材、業務用の機材とは音質・操作性・価格ともに一線を画すものであった。しかしこの時期の末期にはタイムテーブルも発行されなかった。

### 在日ブラジル人向けFM放送へ変化
- 2005年9月からブラジルで全国ネットのラジオ放送を行うラジオトランスアメリカ(Radio Transamerica)の日本法人Transamerica Japan制作番組の放送を開始。
- 2006年7月からすべての番組が在日ブラジル人向け（ポルトガル語中心）のラテン系放送となり、愛称を「Transamerica」に変更した。放送時間も24時間放送となった。

### 廃止まで
- 2009年4月1日から放送を休止。音声が流れない状態（無変調）に。金融危機に伴う世界経済の悪化によって在日ブラジル人の雇用が悪化し、顧客としていた企業のスポンサーが降板したことによる。
- 2009年4月7日午後、停波。
- 2009年7月17日に株主総会で会社の解散を決定[1]。
- 2009年7月22日に廃止届を提出、翌7月23日に受理され、7月31日をもって正式に廃局。
- 2009年11月25日、名古屋地方裁判所から破産手続開始決定を受ける。負債総額は約200万円[2]。